# José María Queipo de Llano

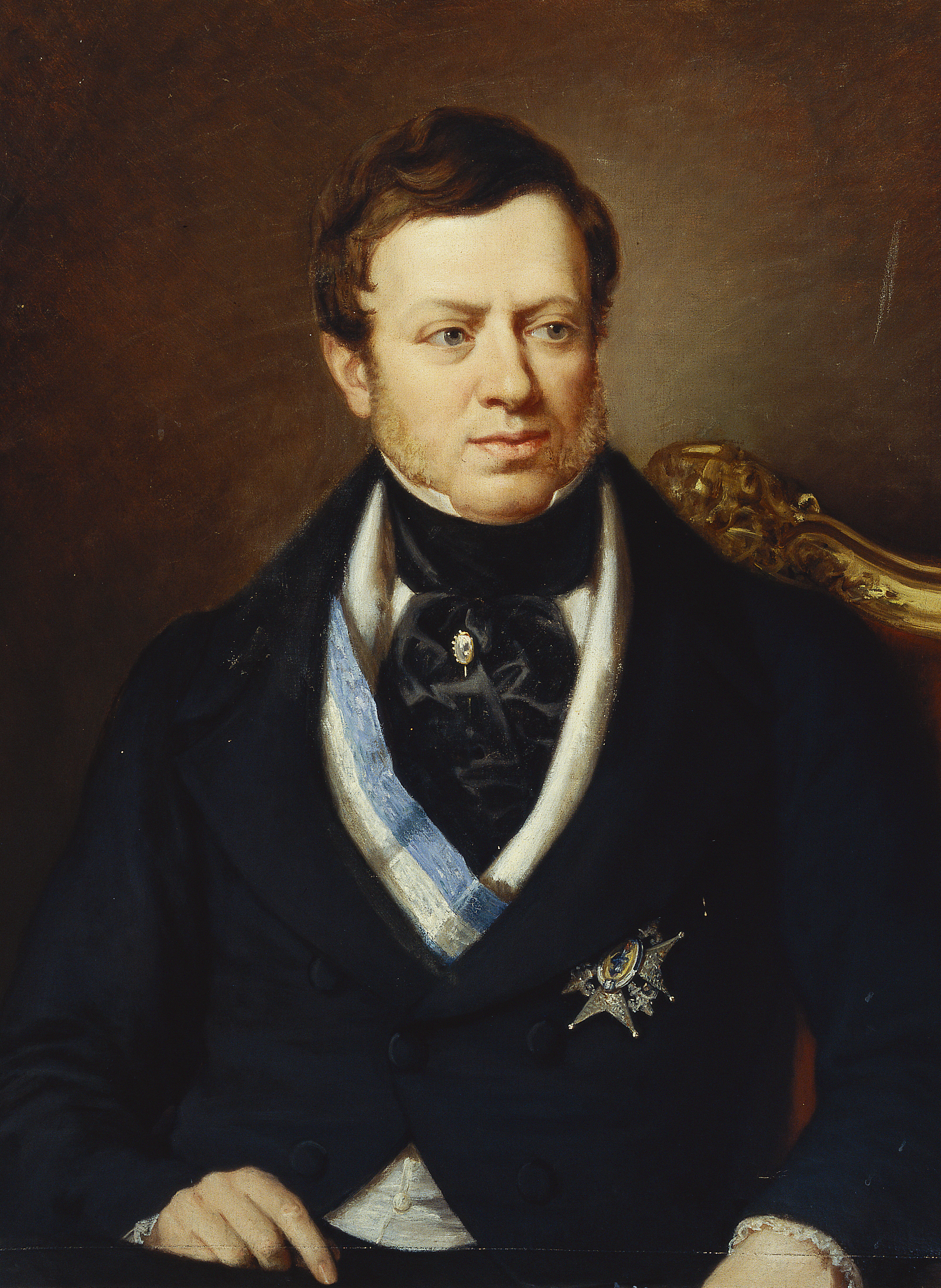
José María Queipo de Llano Ruiz de Saravia.

José María Queipo de Llano Ruiz de Saravia, zevende graaf van Toreno (Oviedo, 26 november 1786 - Parijs, 16 december 1843) was een Spaans historicus, politicus en eerste minister.

## Levensloop

### Studies enSpaanse Onafhankelijkheidsoorlog
Van 1797 tot 1803 volgde hij studies in geesteswetenschappen en natuurwetenschappen aan de Universiteit van Cuenca, de Universiteit van Salamanca en aan de Complutense Universiteit van Madrid.
In 1803 keerde hij terug naar zijn geboortestreek Asturië, waar hij later lid was van de algemene junta van het vorstendom gedurende de Spaanse Onafhankelijkheidsoorlog van 1808-1814. Tussen 1810 en 1813 was hij ook lid van de Cortes van Cádiz, die in 1812 een liberale grondwet uitriep. Van deze grondwet was hij een van de drijvende krachten en ook de gematigde verdediger van de grondwettekst toen koning Ferdinand VII opnieuw aan de macht kwam.
In 1814 moest hij in ballingschap gaan naar Londen en dit voor de rest van zijn leven. Wegens zijn rebellie werd hij vervolgens naar Parijs, Lissabon en Berlijn verbannen en ontwikkelde er zich tot een gematigd liberaal.

### Liberale staatsgreep, tweede ballingschap en eerste minister
Nadat Ferdinand VII na een liberale staatsgreep verplicht werd om op 23 april 1820 amnestie te schenken aan al diegenen wie wegens politieke redenen in ballingschap verbleven, keerde Queipo terug naar Spanje. Bij de parlementsverkiezingen van mei 1820 werd hij verkozen tot parlementslid en van september tot oktober 1820 was hij parlementsvoorzitter.
Een Franse invasie in Spanje kon in 1823 de absolute heerschappij van Ferdinand VII weer herstellen en Queipo werd deze keer verbannen naar Frankrijk, waar hij tussen 1827 en 1832 een boek schreef over de Spaanse Onafhankelijkheidsoorlog. Nadat Ferdinand VII in 1833 overleed en opgevolgd werd door zijn driejarige dochter Isabella II, kwam er opnieuw een algemene amnestie. De terdoodveroordeling van Queipo werd ongedaan gemaakt en hierdoor kon hij opnieuw terugkeren naar Spanje.
Op 18 juni 1834 werd hij minister van Financiën in de regering van Francisco Martínez de la Rosa, de eerste Spaanse eerste minister. In deze functie moest hij het financiële systeem hervormen nadat de Eerste Carlistenoorlog voor een economische crisis zorgde. Op 30 juni 1834 werd hij verkozen tot parlementslid en bleef dit tot aan zijn dood.
Door regentes Maria Christina werd hij op 7 juni 1835 benoemd tot eerste minister ter opvolging van Martínez de la Rosa. Enkele maanden later gaf hij het premierschap al door aan Miguel Ricardo de Álava y Esquivel. In 1840 ging hij opnieuw naar Parijs om daar drie jaar later te sterven. Sinds 1835 was hij getrouwd met een dochter van de twaalfde markgraaf van Camarasa.
- Biblioteca Nacional de España: XX1407091
- Bibliothèque nationale de France: cb14626079w (data)
- Catàleg d'autoritats de noms i títols de Catalunya: 981058521451406706
- Gemeinsame Normdatei: 100567630
- International Standard Name Identifier: 0000 0000 8382 366X
- Library of Congress Control Number: no96031682
- Nationale bibliotheek van Australië: 44563904
- Nationale Bibliotheek van Israël: 987007585443905171
- Nederlandse Thesaurus van Auteursnamen: 070565872
- Système universitaire de documentation: 077166795
- Trove: 1460540
- Virtual International Authority File: 51944629
- WorldCat: E39PBJjRV9yC343ytYgqT6JMT3